# Gommern
Gommern ist eine Stadt im Landkreis Jerichower Land in Sachsen-Anhalt.

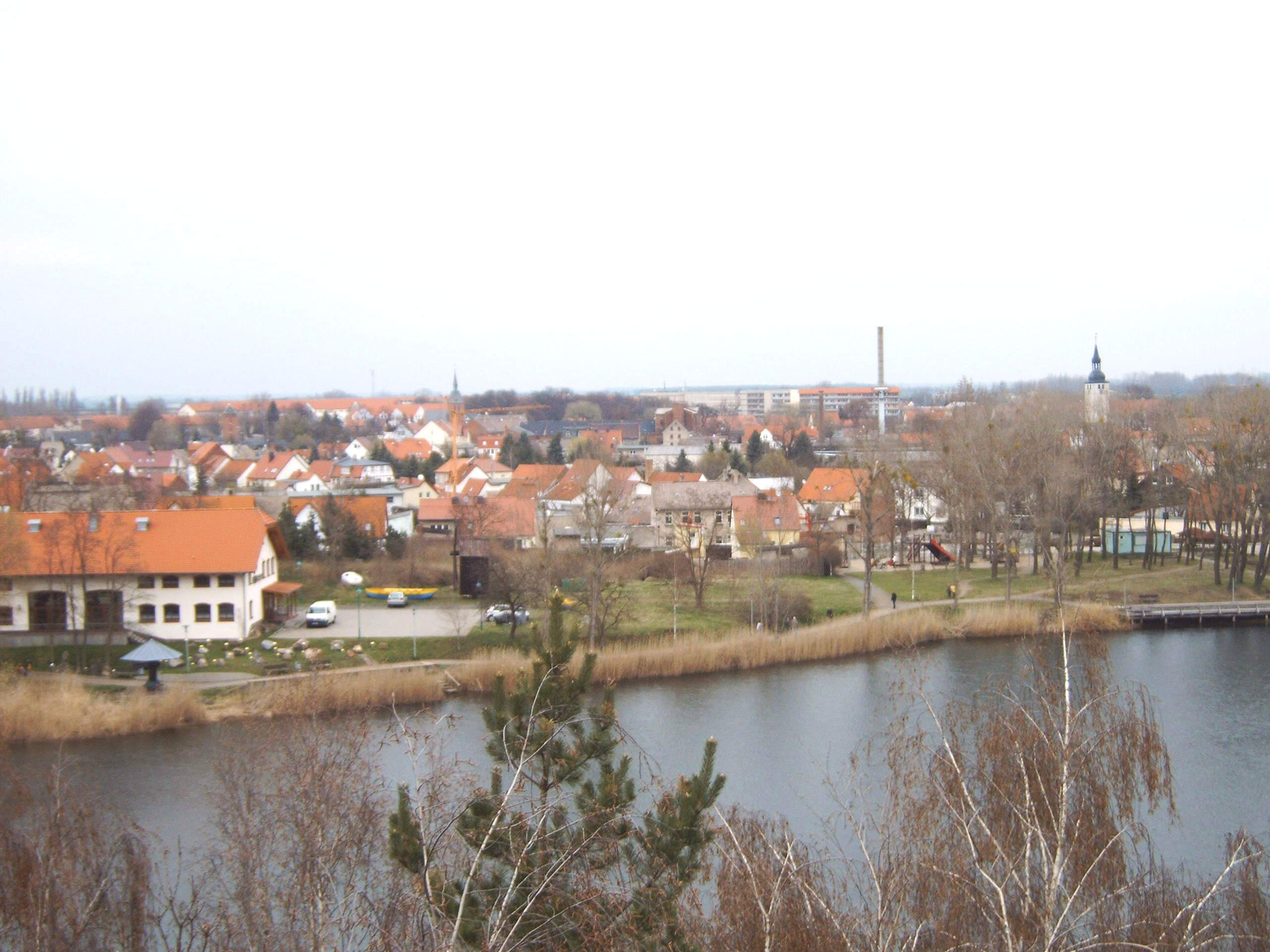
Gommern vom Aussichtsturm am Kulk aus gesehen

## Geographie

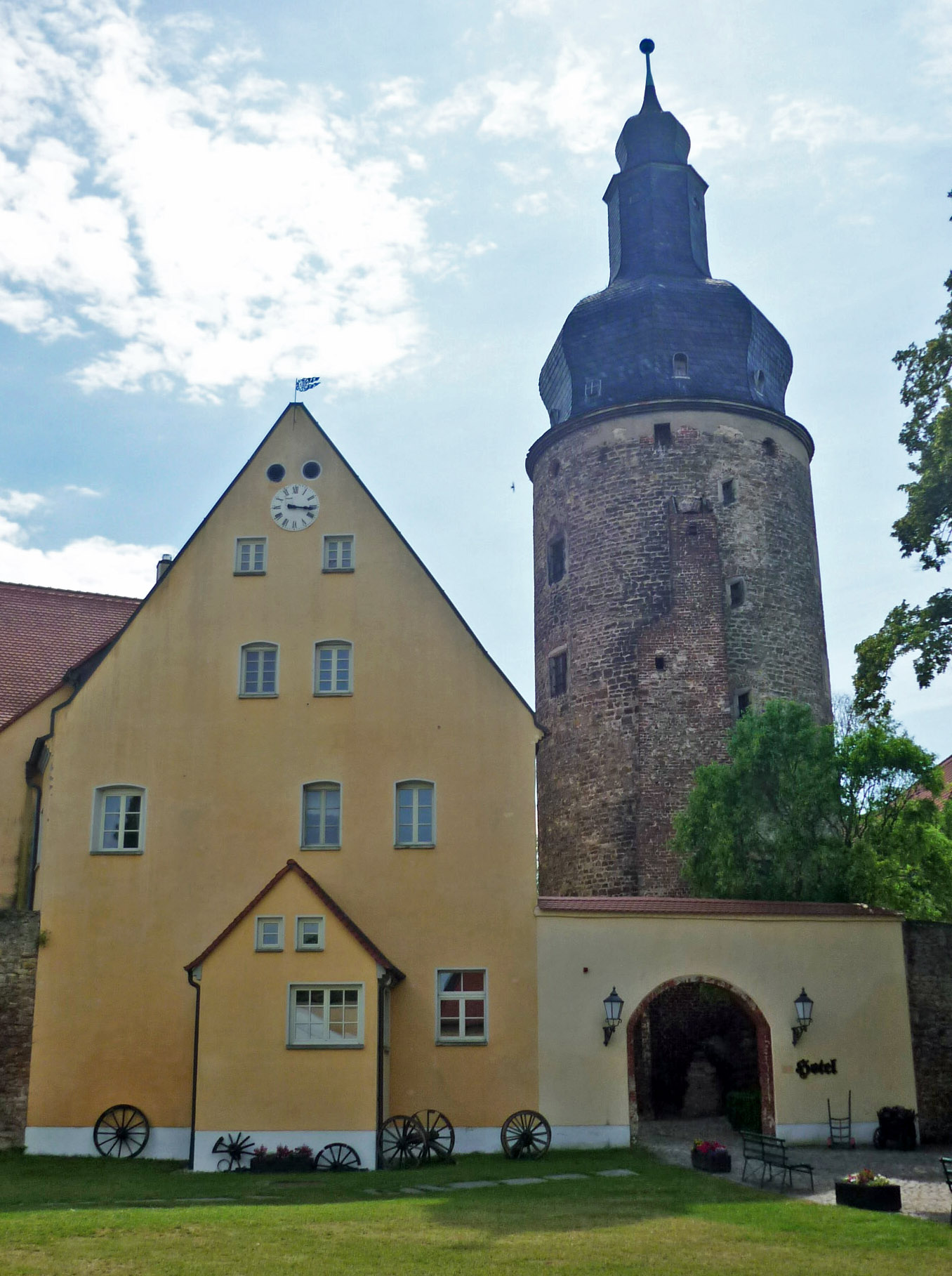
Burg Gommern

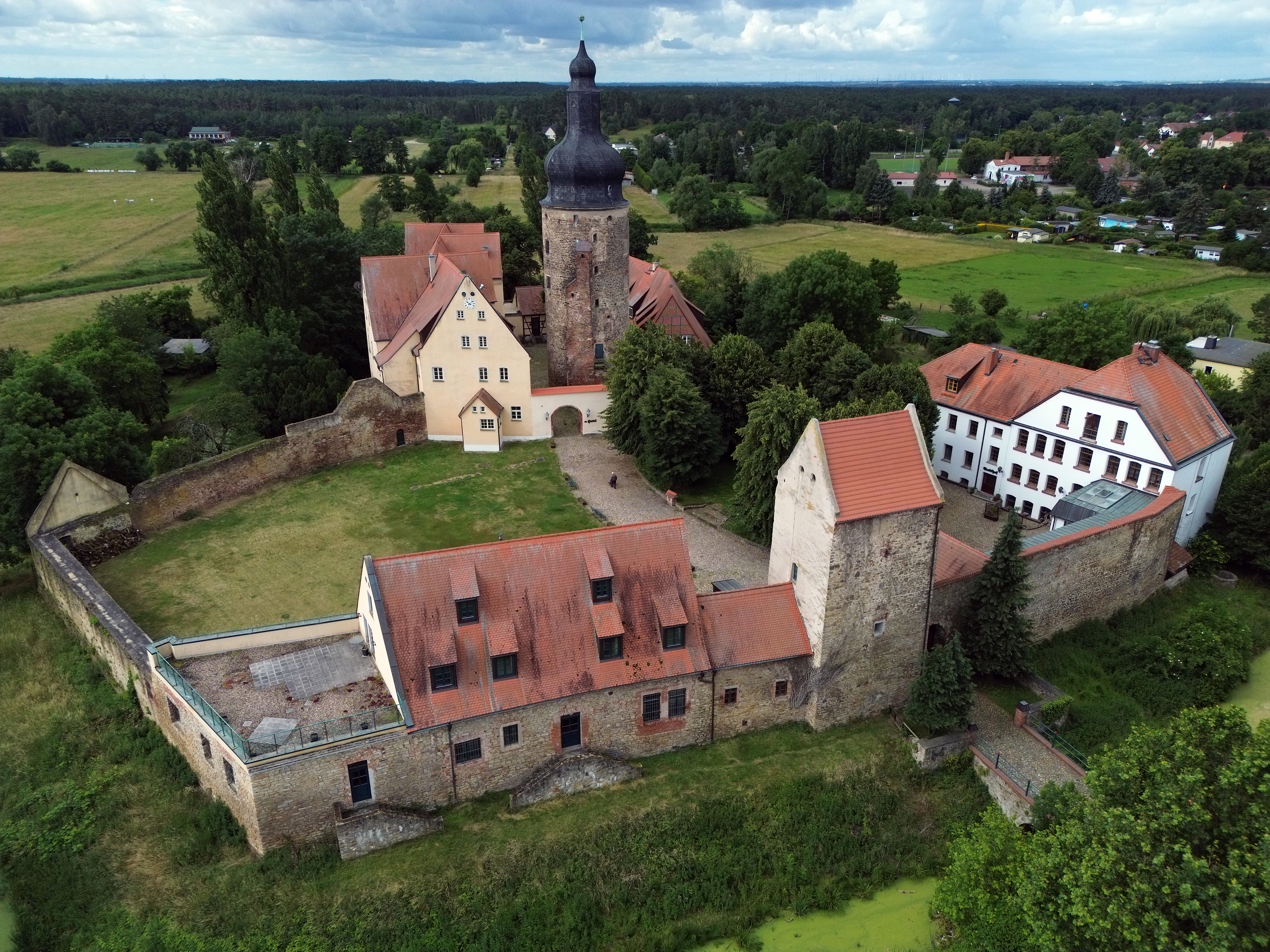
Luftaufnahme der Wasserburg Gommern

Gommern liegt an der Ehle, einem Nebenfluss der Elbe. Südöstlich erstreckt sich ein ausgedehntes Waldgebiet mit einem größeren Naherholungsgebiet an der Straße nach Schönebeck. Die Landeshauptstadt Magdeburg ist 16 Kilometer, die Kreisstadt Burg 31 Kilometer entfernt.
Naturräumlich gehört der Ort zum Zerbster Land, einer ackergeprägten offenen Kulturlandschaft und 536 km² großen Haupteinheit der übergeordneten Haupteinheitengruppe des Fläming im norddeutschen Tiefland. Das Zerbster Land bildet die Südwestabdachung des Flämings zur Elbe und gehört zum Einzugsgebiet dieses Flusses.

### Stadtgliederung
Die Stadt Gommern ist eine Einheitsgemeinde und besteht aus der Kernstadt und den Ortsteilen Vogelsang, Karith, Pöthen, Vehlitz, Dannigkow, Kressow, 
Wahlitz, Menz, Nedlitz, Leitzkau, Hohenlochau, Ladeburg, Dornburg, Prödel und Lübs.
Folgende Ortsteile haben Ortschaften nach §§ 81 ff. KVG LSA gebildet:
- Dannigkow mit Ortsteilen Dannigkow (inklusive Klein Gommern und Naherholungsgebiet Plattensee) und Kressow
- Dornburg mit Am Theuberg, Neuer Krug und Schäferei
- Karith mit Ortsteilen Karith und Pöthen.
- Ladeburg mit Mühlberg
- Leitzkau mit Ortsteilen Leitzkau und Hohenlochau
- Lübs
- Menz
- Nedlitz mit Bahnhof Büden
- Prödel
- Vehlitz
- Wahlitz

Zur Kernstadt gehören die kleinen Ansiedlungen Heinrichsthal, Neugut, Pfingstwiese, Piehles Mühle, Rittersberg, Schenkenteich, Waldschlößchen.

## Geschichte
Auf eine Besiedlung des Gebietes von Gommern im 3. Jahrhundert weist das 1990 auf dem Gerstenberg entdeckte Fürstengrab von Gommern hin.
In der Stiftungsurkunde für das Bistum Brandenburg aus dem Jahr 948 wurde Gommern mit seiner damaligen Ortsbezeichnung „Guntmiri“ erstmals offiziell erwähnt. Es hatte zu dieser Zeit die Stellung eines Burgwards und wurde als solches 965 durch Otto I. dem Moritzkloster in Magdeburg geschenkt. Im 12. Jahrhundert kam Gommern unter die Herrschaft von Albrecht dem Bären und so zum Herzogtum Sachsen. Damit bildete es eine Enklave im magdeburgisch-brandenburgischen Einflussbereich. Von 1283 bis 1308 musste Gommern an das Erzbistum Magdeburg und von 1418 bis 1539 an die Stadt Magdeburg verpfändet werden. Aus dem Burgward entwickelte sich im 12. Jahrhundert eine dörfliche Siedlung entlang einer Straße zu Füßen der Burg. Im Jahre 1192 wurde bereits eine „Stadtkirche“ erwähnt und 1275 begannen die Askanier mit dem Bau einer befestigten Burg.
Mit der Bildung der sächsischen Kreise im 16. Jahrhundert kam Gommern als Amtsbezirk, zu dem 16 weitere Orte im Umkreis gehörten, zum Kreis Belzig. Zu dieser Zeit hatte es der Ort schon zu einem gewissen Wohlstand durch die Ausbeutung der im Süden gelegenen Steinbrüche gebracht. 1578 ließ Kurfürst August von Sachsen die Reste der inzwischen verfallenen Burg mit Ausnahme des Bergfrieds abbrechen und aus dem Baumaterial des ebenfalls abgebrochenen Klosters Plötzky ein Renaissanceschloss, die bis heute bestehende Wasserburg Gommern, errichten. 1607 kamen fast 20 Prozent der Einwohner durch die Pest ums Leben. Gommern mit den Ortsteilen Karith und Vehlitz war 1584 bis 1704 von der Hexenverfolgung betroffen. 16 Menschen gerieten in einen Hexenprozess, zwei starben nach der Folter im Gefängnis. Margarethe Wödin (1584) und Gertraut Gensicke (1632) wurden verbrannt.
Im Dreißigjährigen Krieg wurde Gommern zu großen Teilen hauptsächlich durch die kaiserlichen Truppen unter Pappenheim zerstört, jedoch begann schon 1635 der Wiederaufbau. Für die zur Wiederbelebung des Ortes durch den sächsischen Kurfürsten Johann Georg II. angeworbenen Handwerker wurde mit der Georgsstadt eine neue Siedlung errichtet. Im Jahre 1666 erhielt Gommern das Marktrecht, erlangte dadurch den Status eines Marktfleckens, und am Ende des 17. Jahrhunderts war die Einwohnerzahl wieder auf 600 angewachsen. 1713 wurde das Stadtrecht verliehen und 1742 erhielt Gommern vom Kurfürsten ein Apotheken-Privileg.

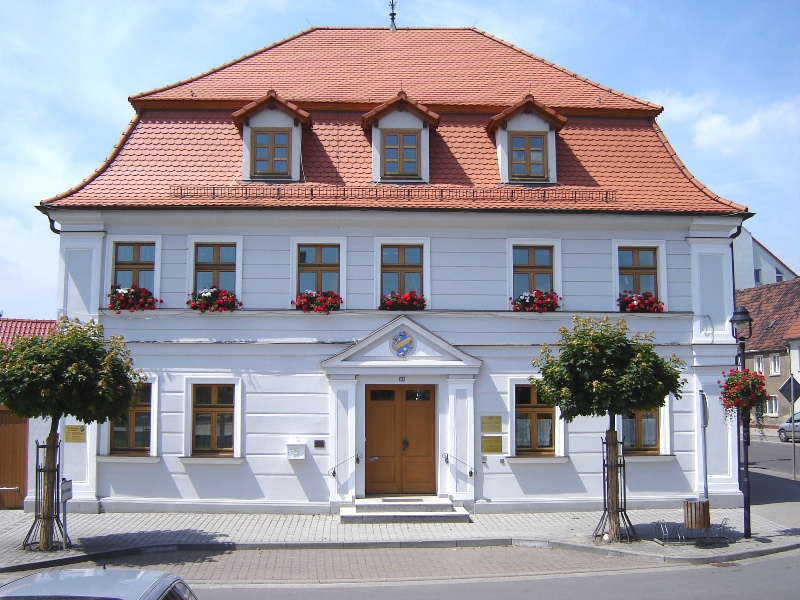
Rathaus von Gommern

Als nach dem Sieg Napoleons I. über Preußen dessen westelbischen Gebiete in das Königreich Westphalen unter dem Bruder Napoleons Jérôme umgewandelt wurde, überließ das mit den Franzosen verbündete Sachsen am 9. April 1808 das Amt Gommern an Jérôme. Aus dem Amt wurde ein Kanton und die Stadt Kantonshauptstadt. Es war das einzige Gebiet in französischer Hand östlich der Elbe. Mit der Eroberung Gommerns durch preußische Truppen am 30. April 1813 endete das französische Intermezzo und auch die Zugehörigkeit zu Sachsen. Mit der preußischen Kreisreform 1818 wurde das ehemalige Amt Gommern dem Kreis Jerichow I mit der Kreisstadt Burg zugeordnet.
Mit dem Ausbau der Chaussee Magdeburg–Dessau und der Eröffnung der parallelen Eisenbahnlinie 1874 geriet Gommern in eine verkehrsgünstige Lage. Schon zum Ende des 18. Jahrhunderts hatte es eine bescheidene industrielle Infrastruktur mit Webereien, Brauereien und einer Tabakfabrik gegeben. Mit dem wirtschaftlichen Aufschwung in Deutschland im letzten Viertel des 19. Jahrhunderts siedelten sich auch in Gommern mit einer Kartonagenfabrik, einer Zuckerfabrik, einer Schuhfabrikation und mehreren Mühlenwerken neue Betriebe an. Daneben wurde Gommern auch ein wichtiges Handelszentrum für Holz und Getreide. Die schon seit längeren Zeiten betriebenen Steinbrüche südlich der Stadt wurden in noch größerem Maße ausgebeutet. Dazu wurde 1890 eine Kleinbahnstrecke nach Pretzien eingerichtet. Mit 800 Beschäftigten wurden die Steinbrüche zum größten Arbeitgeber der Region. Allerdings blieben soziale Konflikte nicht aus, es kam in den Jahren zwischen 1890 und 1911 mehrfach zu Streiks der Steinbrucharbeiter. Bei den Reichstagswahlen von 1903 stimmten 25 Prozent der Gommeraner Wahlberechtigten für den sozialdemokratischen Kandidaten. 1899 wurde in dem nahegelegenen Waldgebiet die Heilstätte Vogelsang errichtet, in der zunächst tuberkulosekranke Frauen behandelt wurden. Sie wurde während der Bombenangriffe auf Magdeburg im Jahre 1944 teilweise zerstört. Betroffen waren Nebengebäude wie Küche und Wäscherei. Während der Gründerzeit wandelte sich das Stadtbild durch den Neubau repräsentativer Bürgerhäuser erheblich.
In der Zeit des Nationalsozialismus engagierten sich Bürger des Ortes gegen das Regime, wie der kommunistische Lehrer Martin Schwantes, der nach Zuchthaus und KZ-Haft im Magdeburger Bezirk in Verbindung mit der Widerstandsgruppe um Anton Saefkow den Widerstand organisierte. Nach dem Zweiten Weltkrieg wurde die Zuckerfabrik als sowjetisches Reparationsgut demontiert. 1952 wurde die Stadt im Zuge der DDR-Gebietsreform in den neu geschaffenen Kreis Burg eingegliedert. Nachdem in der Altmark Erdöl und Erdgas entdeckt worden waren, konnte auch Gommern davon profitieren, denn 1951 richtete man dort ein Werk für Erdöl- und Erdgaserkundung ein, in dem bis zu 2100 Menschen Beschäftigung fanden. Es entstanden über 700 neue Wohnungen. Gleichzeitig wurden die Steinbrüche stillgelegt und in ein Naherholungsgebiet umgewandelt.
Die deutsche Wiedervereinigung brachte tiefe Einschnitte in die industrielle Struktur Gommerns. Das Erdöl-Erdgas-Werk musste seinen Betrieb einstellen, und auf seinem weiten Industriegelände entstand ein Gewerbegebiet mit mehreren Kleinbetrieben. Infolge der erneuten Gebietsreform kam Gommern in den Landkreis Jerichower Land.

### Eingemeindungen
Durch die Eingemeindung zahlreicher benachbarter Dörfer erhöhte sich die Einwohnerzahl um fast 78 Prozent. Am 1. Januar 2005 vergrößerte sich die Stadt Gommern um die neun ehemaligen Gemeinden Dannigkow, Dornburg, Karith, Ladeburg, Leitzkau, Menz, Nedlitz, Vehlitz und Wahlitz. Am 1. Januar 2008 kam Prödel hinzu. Lübs folgte am 1. Januar 2009.

## Bevölkerung
| Jahr | Einwohner |
| ---- | --------- |
| 1990 | 06.601    |
| 2006 | 11.174    |
| 2010 | 11.043    |
| 2015 | 10.540    |
| 2020 | 10.484    |

| Jahr | Einwohner |
| ---- | --------- |
| 2021 | 10.452    |
| 2022 | 10.195    |
| 2023 | 10.170    |
| 2024 | 10.090    |

Stand: 31. Dezember des jeweiligen Jahres (Angaben des Statistischen Landesamtes Sachsen-Anhalt), ab 2011 auf Basis des Zensus 2011, ab 2022 auf Basis des Zensus 2022
Der starke Anstieg der Einwohnerzahl zwischen 1990 und 2006 ist auf Eingemeindungen zurückzuführen.

## Politik

### Stadtrat
Der Stadtrat von Gommern besteht aus 28 Mitgliedern und dem Bürgermeister. Die Kommunalwahl am 9. Juni 2024 führte bei einer Wahlbeteiligung von 67,4 % zu folgendem Ergebnis:
| Partei / Wählergruppe                             | Stimmenanteil 2019 | Sitze 2019 |        | Stimmenanteil 2024 | Sitze 2024 |
| ------------------------------------------------- | ------------------ | ---------- | ------ | ------------------ | ---------- |
| CDU                                               | 31,3 %             | 9          | 32,9 % | 9                  |            |
| AfD                                               | 12,6 %             | 4          | 23,9 % | 7                  |            |
| Freie Wählergemeinschaft Leitzkau/Gommern (FWGLG) | 22,1 %             | 6          | 18,7 % | 5                  |            |
| SPD                                               | 12,7 %             | 4          | 09,2 % | 3                  |            |
| Die Linke                                         | 08,9 %             | 2          | 05,2 % | 2                  |            |
| FDP                                               | 07,3 %             | 2          | 04,9 % | 1                  |            |
| Bündnis 90/Die Grünen                             | 05,2 %             | 1          | 03,7 % | 1                  |            |
| Einzelbewerber Friedemann Barthels                | –                  | –          | 01,5 % | –                  |            |
| Insgesamt                                         | 100 %              | 28         | 100 %  | 28                 |            |

### Bürgermeister
- 1945: Otto Dit
- 1945 (17. Mai bis 27. Juli): Eberhard Nachmann
- 1945: Walter Krenzke[12]
- 1945–1955: Otto Hensel
- 1990–2005: Klaus Petersen (SPD)
- 2005–2012: Wolfgang Rauls (FDP)
- seit 2012: Jens Hünerbein (parteilos)

Hünerbein wurde in der Bürgermeisterstichwahl am 6. Mai 2012 mit 60,5 % der gültigen Stimmen gewählt. Er wurde am 26. Mai 2019 mit 100 % der gültigen Stimmen in seinem Amt bestätigt. Seine Amtszeit beträgt sieben Jahre.

### Wappen
| | Blasonierung: „In Blau ein goldener Schräglinksbalken, begleitet von zwei sechsstrahligen goldenen Sternen.“ |
| Wappenbegründung: Die Farben sind Blau - Gelb (Gold). Das Wappen der Stadt ist bereits in dem ältesten Siegel zu sehen. Es stammt aus dem Jahre 1657. Über die Herkunft des Wappens und die Bedeutung seiner Symbole liegen keinerlei Unterlagen vor. Die Vermutung liegt nahe, dass es sich um das Familienwappen der Herren de Gummere aus dem 12. Jahrhundert handelt. Doch besaß die Gemeinde, als sie 1470 eine Urkunde ausstellte, kein Insiegel, sondern siegelte: „met eynem groten Brunswikschen pennyge“, das heißt, sie drückte die Hohlseite eines Brakteaten, der den Braunschweiger Löwen zeigt, in das Wachs. Gommern erwirkte von der Landesregierung Sachsen-Anhalts das Recht, sein Wappen, das sich in einem historischen Barockschild etabliert hatte, weiter zu führen. Das Wappen wurde am 28. Mai 1993 durch das Regierungspräsidium Magdeburg genehmigt. | |

### Flagge
Die Flagge wurde am 21. September 1998 durch das Regierungspräsidium Magdeburg genehmigt.
Die Flagge ist blau-gelb-blau (1:3:1) gestreift mit dem aufgelegten Wappen der Stadt auf dem breiteren Mittelstreifen.

### Städtepartnerschaften
- Königslutter am Elm, Niedersachsen, seit 1990
- Saint-Jean-de-la-Ruelle, Frankreich, seit 1996

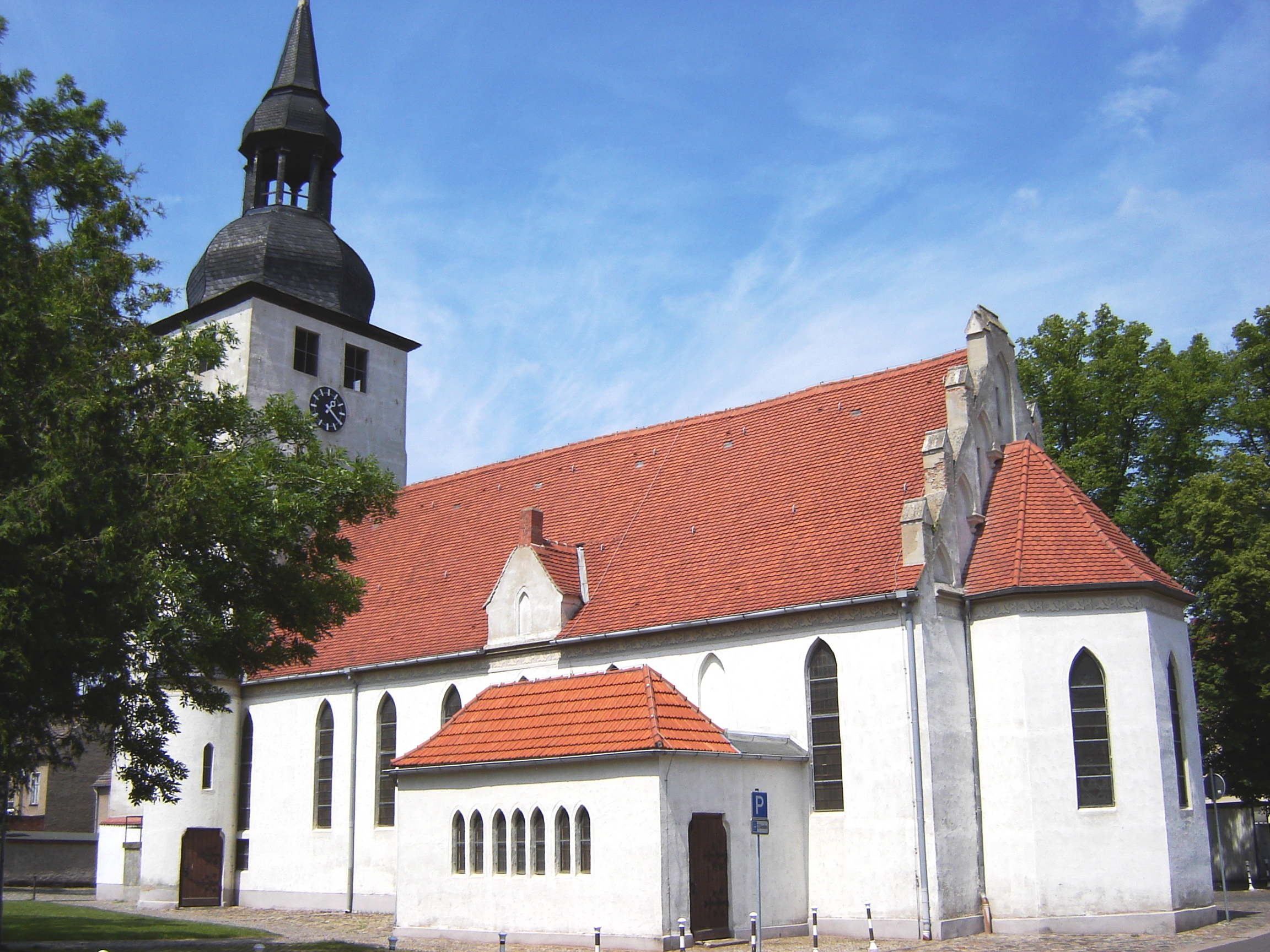
Sankt-Trinitatis-Kirche

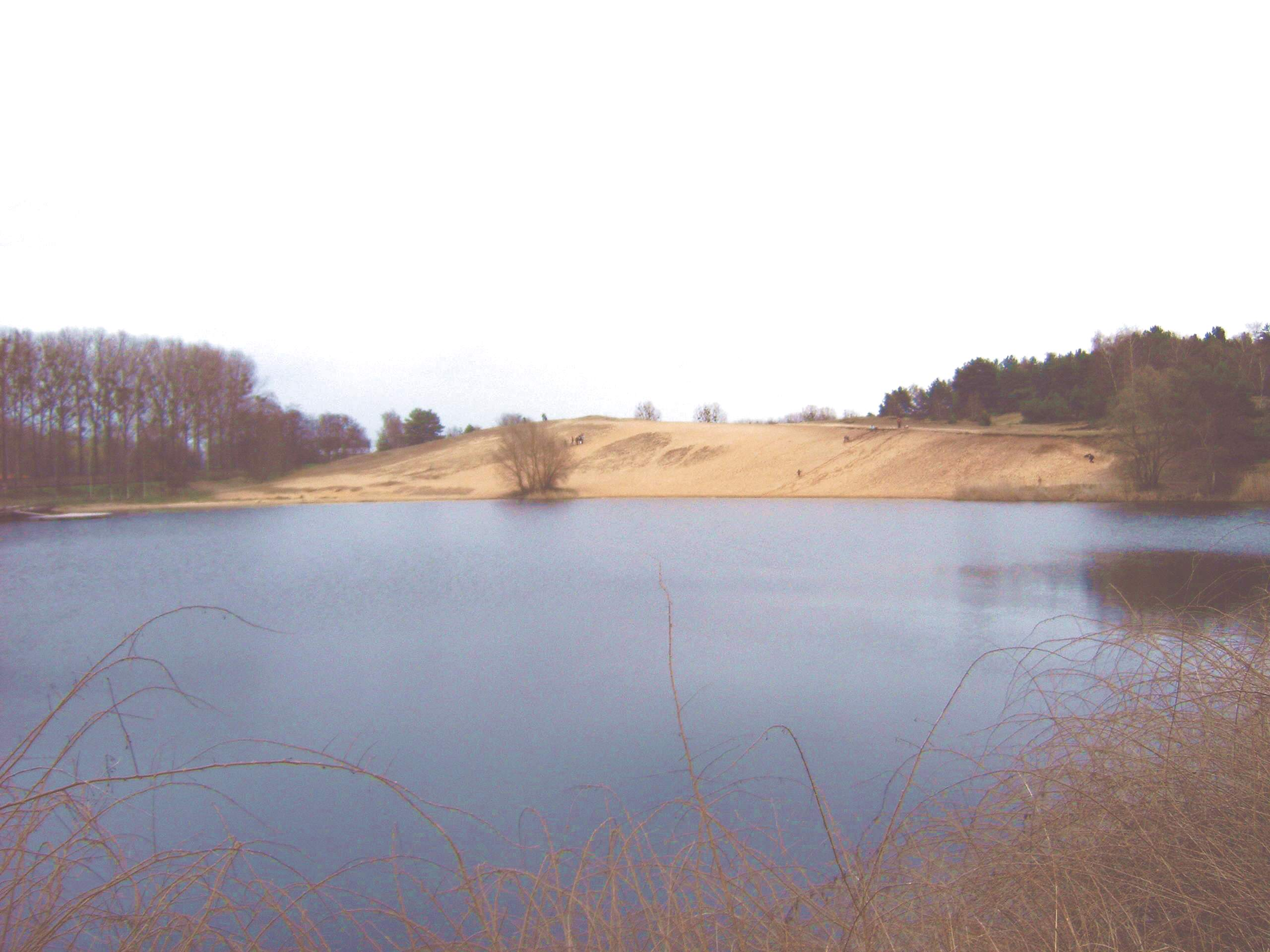
Kulk und Fuchsberg

## Sehenswürdigkeiten
Neben der ab 1692 entstandenen evangelischen Sankt-Trinitatis-Kirche prägt vor allem die bis auf das Mittelalter zurückgehende Wasserburg Gommern das Bild der Stadt.
Am Elternhaus in der nach ihm benannten Straße erinnert eine Gedenktafel an den im Widerstand gegen das nationalsozialistische Regime tätigen Lehrer Martin Schwantes, der 1945 in Brandenburg-Görden ermordet wurde.
Auf dem örtlichen Friedhof befindet sich eine nach dem Zweiten Weltkrieg errichtete Ehren-Grabanlage für 41 Kriegsgefangene und Zwangsarbeiter, die während des Krieges nach Deutschland verschleppt worden waren, sowie für deutsche Widerstandskämpfer gegen den Nationalsozialismus.
Auf dem ehemaligen Jüdischen Friedhof an der Wiesenstraße wurde 1960 ein Gedenkstein zur Erinnerung an die jüdischen Opfer der Shoa errichtet.
Bemerkenswert ist auch der Gesteinsgarten Gommern, die Wanderdüne Fuchsberg und der am Fuße der Düne gelegene See Kulk. Im Wald südlich von Gommern befinden sich der Heinrichstal-See und der Heidegarten Gommern.
Ein als Stiftung des jüdischen Ehrenbürgers Moritz Manheimer 1901 erbautes Backsteingebäude in der nach ihm benannten Manheimerstraße 12 wurde von 1955 bis 1993 als Feierabend- und Seniorenheim genutzt, anschließend bis 2011 als Jugendherberge des Deutschen Jugendherbergswerks.
Die katholische Herz-Jesu-Kirche wurde 1903 im Baustil der Neugotik errichtet und besitzt den höchsten Turm von Gommern.
Zu weiteren Sehenswürdigkeiten siehe:

## Wirtschaft und Infrastruktur

### Verkehr

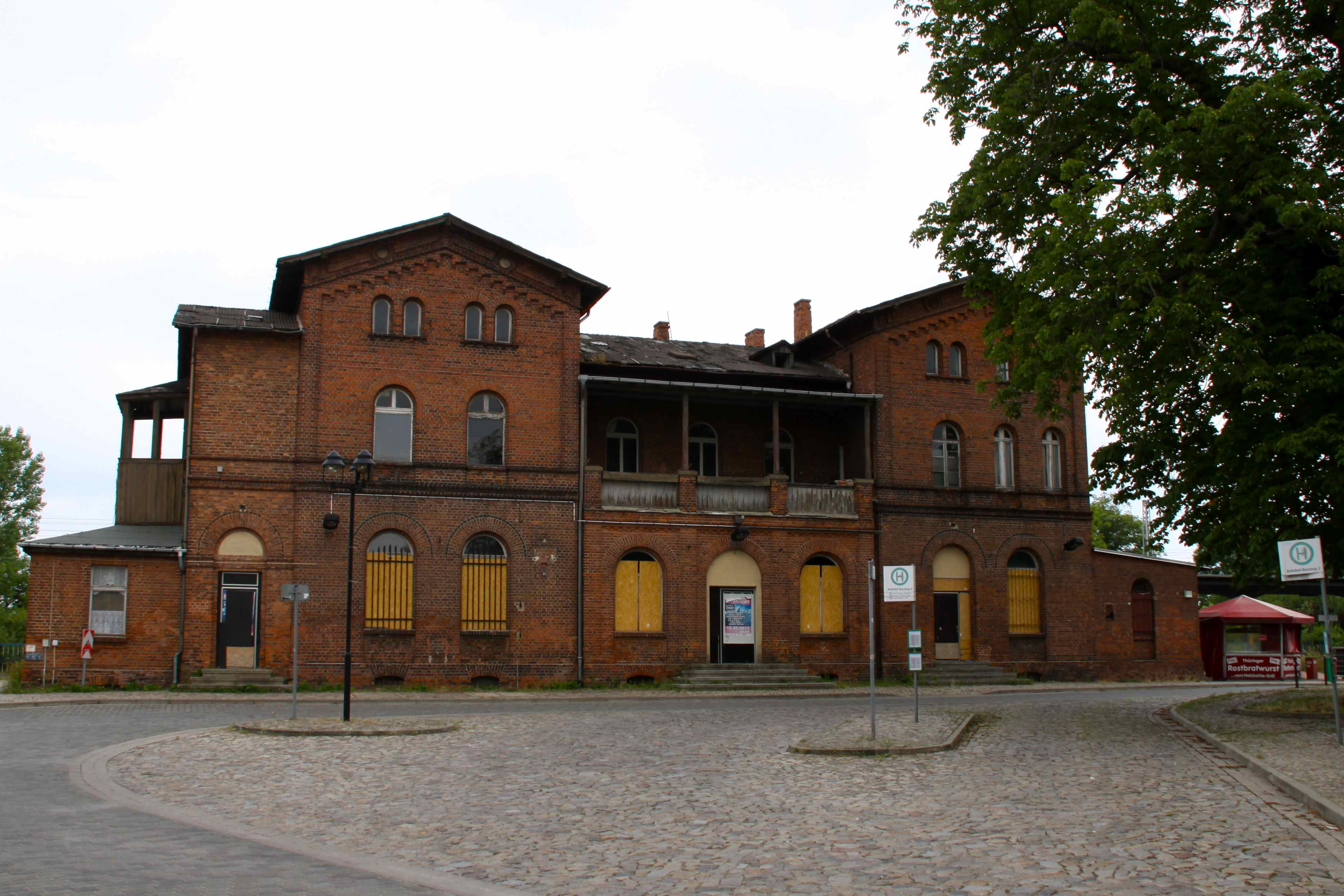
Denkmalgeschützter Bahnhof in Gommern

In Gommern kreuzen sich die B 184 Magdeburg–Zerbst/Anhalt–Dessau-Roßlau–Bitterfeld-Wolfen–Leipzig und die B 246a Wanzleben–Schönebeck (Elbe)–Möckern–Burg (bei Magdeburg). Die B 184 wird über eine Ortsumgehung an Gommern vorbeigeleitet.
Gommern besitzt einen Bahnhof an der Bahnstrecke Biederitz–Trebnitz und wird im Stundentakt von Regional-Express-Zügen der Linie Magdeburg–Zerbst–Dessau–Bitterfeld–Leipzig, wobei einzelne Züge nach Lutherstadt Wittenberg verkehren, bedient.
Neben dem Bahnhof Gommern befinden sich in den Ortsteilen Wahlitz, Prödel und Lübs weitere Stationen, an denen derzeit fast alle auch in Gommern haltenden Züge halten. Alle anderen Ortsteile sowie Burg und Möckern sind über Busse erreichbar.

### Bildung
In Gommern hat die Europaschule, ein allgemeinbildendes Gymnasium ihren Standort.

## Persönlichkeiten

### Söhne und Töchter der Stadt
- Georg Venzky (1704–1757), Theologe und Schriftsteller
- Valentin Manheimer (1815–1889), einer der Begründer der Berliner Konfektionsindustrie
- Moritz Manheimer (1826–1916), Geschäftsmann, Wohltäter, Ehrenbürger von Gommern
- Otto Walther (1848–1943), Kaufmann und Politiker
- Friedrich Schumann (1893–1945), Gefängnisleiter in Halle (Saale)
- Ernst Dietz (1916–1989), Schauspieler und Theaterregisseur
- Karljosef Schattner (1924–2012), Architekt
- Uwe Boegelsack (1939–2017), Politiker (SED), stellvertretender Minister für Elektrotechnik und Elektronik der DDR
- Martin Hoffmann (* 1955), Fußballspieler
- Uwe Grüning (* 1956), Fußballspieler
- Karla Schulze (* 1960), Politikerin (Bündnis 90/Die Grünen), Landtagsabgeordnete 1990–1994
- Dagmar Mestchen (* 1963, jetzt Dagmar Fischer), vielfache DDR-Meisterin im Tischtennis

### Mit der Stadt verbunden
- Jacob Wächtler (1638–1702), war von 1679 bis 1687 Superintendent in Gommern
- Samuel Hahnemann (1755–1843), Arzt und Begründer der Homöopathie; von 1782 bis 1785 Physikus im Amt Gommern
- Leonhard Fendt (1881–1957), evangelischer Pfarrer in Gommern
- Otto Hensel (1889–1966), Bürgermeister von Gommern 1945–1955, Ehrenbürger der Stadt
- Martin Schwantes (1904–1945), Lehrer, Widerstandskämpfer gegen den Nationalsozialismus, lebte in Gommern
- Klaus Petersen (* 1941), Bürgermeister von Gommern 1990–2005, Ehrenbürger der Stadt[17]
- Annemarie Reffert (* 1943), erste Person aus der DDR, die nach der Verkündung der Grenzöffnung 1989 ohne Formalitäten die Grenze zur Bundesrepublik Deutschland überquerte, Chefärztin und Stadträtin in Gommern
- Wolfgang Rauls (1948–2023), Politiker (NDPD, FDP), Bürgermeister von Gommern 2005–2012, Ehrenbürger der Stadt
- Christoph Bouet (* 1974), Maler und Musiker, in Gommern aufgewachsen